# Promenaea silvana
Promenaea silvana är en orkidéart som beskrevs av Fábio de Barros och Eduardo Luis Martins Catharino. Promenaea silvana ingår i släktet Promenaea och familjen orkidéer. Inga underarter finns listade i Catalogue of Life.